# Férfi 4 × 7,5 km-es biatlonváltó az 1992. évi téli olimpiai játékokon
Az 1992. évi téli olimpiai játékokon a biatlon férfi 4 × 7,5 km-es váltó versenyszámát február 16-án rendezték Les Saisies-ben. Az aranyérmet a német váltó nyerte. A Magyarországot képviselő Panyik János, Farkas László, Mayer Gábor, Géczi Tibor összeállítású csapat a 15. helyen végzett.

## Végeredmény
A csapatok tagjainak mindkét sorozatban 8 lövési kísérlete volt az 5 célpontra. Minden hibás találat után 150 méter büntetőkört kellett megtennie a hibázó versenyzőnek. Az időeredmények másodpercben értendők. A lövőhibák a hibás találatok számát mutatják.
| Helyezés | Csapat                                                                                                 | Idő                                       | Lövőhiba          |
| -------- | --- | ----------------------------------------- | ----------------- |
| Arany    | Németország (GER) · Ricco Groß · Jens Steinigen · Mark Kirchner · Fritz Fischer                        | 1:24:43,5 22:37,4 21:00,9 20:17,5 20:47,7 | 0 0+0             |
| Ezüst    | Egyesített Csapat (EUN) · Valerij Medvedcev · Aljakszandr Papov · Valerij Kirijenko · Szergej Csepikov | 1:25:06,3 21:56,3 21:01,2 21:11,7 20:57,1 | 0 0+0             |
| Bronz    | Svédország (SWE) · Ulf Johansson · Leif Andersson · Tord Wiksten · Mikael Löfgren                      | 1:25:38,2 21:53,3 21:03,1 22:05,5 20:36,3 | 0 0+0             |
| 4.       | Olaszország (ITA) · Hubert Leitgeb · Johann Passler · Pieralberto Carrara · Andreas Zingerle           | 1:26:18,1 22:01,6 21:37,8 21:24,6 21:14,1 | 2 0+0 0+2 0+0     |
| 5.       | Norvégia (NOR) · Geir Einang · Frode Løberg · Gisle Fenne · Eirik Kvalfoss                             | 1:26:32,4 22:07,5 21:01,6 21:00,5 22:22,8 | 0 0+0 0+1         |
| 6.       | Franciaország (FRA) · Xavier Blond · Thierry Gerbier · Christian Dumont · Hervé Flandin                | 1:27:13,3 23:07,6 21:26,4 21:41,1 20:58,2 | 0 0+0             |
| 7.       | Csehszlovákia (TCH) · Martin Rypl · Tomáš Kos · Jiří Holubec · Ivan Masařík                            | 1:27:15,7 22:00,5 21:10,2 22:22,6 21:42,4 | 1 0+0 0+1 0+0     |
| 8.       | Finnország (FIN) · Vesa Hietalahti · Jaakko Niemi · Harri Eloranta · Kari Kataja                       | 1:27:39,5 21:36,9 23:17,1 21:24,9 21:20,6 | 1 0+0 0+1 0+0     |
| 9.       | Lengyelország (POL) · Dariusz Kozłowski · Jan Ziemianin · Jan Wojtas · Krzysztof Sosna                 | 1:27:56,7 22:45,6 21:21,0 22:11,2 21:38,9 | 0 0+0             |
| 10.      | Kanada (CAN) · Glenn Rupertus · Jean Paquet · Tony Fiala · Steve Cyr                                   | 1:29:37,3 21:58,8 22:49,7 22:00,0 22:48,8 | 0 0+0             |
| 11.      | Észtország (EST) · Hillar Zahkna · Aivo Udras · Kalju Ojaste · Urmas Kaldvee                           | 1:29:46,1 22:34,3 22:02,0 22:26,6 22:43,2 | 0 0+0             |
| 12.      | Ausztria (AUT) · Bruno Hofstätter · Egon Leitner · Ludwig Gredler · Franz Schuler                      | 1:30:40,7 22:22,8 23:46,9 21:37,9 22:53,1 | 1 0+0 0+1 0+0 0+1 |
| 13.      | Egyesült Államok (USA) · Jon Engen · Duncan Douglas · Josh Thompson · Curt Schreiner                   | 1:30:44,0 22:55,1 23:21,2 22:12,0 22:15,7 | 1 0+0 0+1 0+0     |
| 14.      | Bulgária (BUL) · Kraszimir Videnov · Hriszto Vodenicsarov · Szpasz Gulev · Szpasz Zlatev               | 1:31:49,6 21:57,1 23:53,5 22:58,8 23:00,2 | 0 0+0             |
| 15.      | Magyarország (HUN) · Panyik János · Farkas László · Mayer Gábor · Géczi Tibor                          | 1:32:50,7 21:57,8 23:51,1 24:35,3 22:26,5 | 2 0+0 0+2 0+0     |
| 16.      | Lettország (LAT) · Oļegs Maļuhins · Aivars Bogdanovs · Ilmārs Bricis · Gundars Upenieks                | 1:33:31,1 24:47,4 22:29,4 23:46,7 22:27,6 | 3 0+2 0+0 0+1 0+0 |
| 17.      | Kína (CHN) · Tan Hongbin · Tang Guoliang · Wang Weiyi · Song Wenbin                                    | 1:33:52,4 23:39,2 23:42,9 22:11,0 24:19,3 | 0 0+0 0+1         |
| 18.      | Nagy-Britannia (GBR) · Mike Dixon · Paul Ryan · Kenneth Rudd · Ian Woods                               | 1:34:10,5 24:16,8 23:53,8 23:06,1 22:53,8 | 2 2+0 0+0         |
| 19.      | Jugoszlávia (YUG) · Mladen Grujić · Tomislav Lopatić · Zoran Ćosić · Admir Jamak                       | 1:38:40,2 23:30,2 25:23,3 24:03,9 25:42,8 | 0 0+0             |
| 20.      | Szlovénia (SLO) · Uroš Velepec · Sašo Grajf · Jure Velepec · Janez Ožbolt                              | 1:39:03,2 32:15,5 22:26,9 22:05,2 22:15,6 | 6 5+0 1+0 0+0     |
| 21.      | Dél-Korea (KOR) · Kim Woon-Ki · Hong Pjongszik · Jang Dong-Lin · Han Myung-Hee                         | 1:47:24,4 27:16,6 25:26,3 27:44,9 26:56,6 | 1 0+0 1+0 0+0     |